# Gus Dudgeon
Gus Dudgeon (Woking, 30 settembre 1942 – Reading, 21 luglio 2002) è stato un produttore discografico britannico.

## Biografia
Iniziò la sua carriera diventando ingegnere del suono alla Decca negli anni Sessanta; collaborò con numerosi artisti, come gli Zombies, Bert Jansch e John Mayall (sarebbe sempre stato un sostenitore dei gruppi emergenti in ambito musicale). In seguito decise di mettersi in proprio e produsse, nel 1968, il primo album dei Ten Years After; ottenne però una grande nomea nell'ambiente producendo la famosa Space Oddity di David Bowie. A questo periodo risalgono anche le prime collaborazioni con il grande arrangiatore Paul Buckmaster e con la Bonzo Dog Doo-Dah Band.
Nel 1970 venne contattato da Steve Brown, un tecnico della Dick James Music, per produrre il secondo album di Elton John, l'omonimo Elton John del 1970. Gus venne preferito a George Martin (produttore dei Beatles) e portò con sé anche Buckmaster e numerosi validi session men. Vennero raggiunti degli ottimi risultati: in seguito, per buona parte degli anni Settanta, egli sarebbe stato una presenza di un certo peso negli album di John, producendo lavori come Tumbleweed Connection, 17-11-70, Madman Across the Water, Honky Château, Don't Shoot Me I'm Only the Piano Player, Goodbye Yellow Brick Road e Captain Fantastic and the Brown Dirt Cowboy. Nel 1976 fondò l'etichetta discografica Rocket Records insieme ad Elton, Bernie Taupin, Steve Brown e altri membri della compagnia.
Dopo la collaborazione con il pianista britannico, Gus lavorò con artisti come gli Audience ma anche Chris Rea, Ralph McTell, Lindisfarne, Joan Armatrading, Elkie Brooks, i Fairport Convention, i Sinceros, i Beach Boys e Steeleye Span. Nel 1985 tornò a lavorare con Elton, producendogli tra l'altro tre album. Collaborò inoltre con gli XTC, i Menswear e i Frank and Walters e produsse nel 1989 l'album d'esordio di Thomas Anders (ex-Modern Talking). Secondo il Guinness dei primati, fu la prima persona ad utilizzare la tecnica del sampling.
Gus Dudgeon morì in un incidente stradale con la moglie Sheila sulla strada di Reading, il 21 luglio 2002. Elton John ha cantato al suo funerale High Flying Bird, mentre i Chumbawamba lo hanno commemorato nel loro brano The Wizard of Menlo Park.